# ساعت جیبی

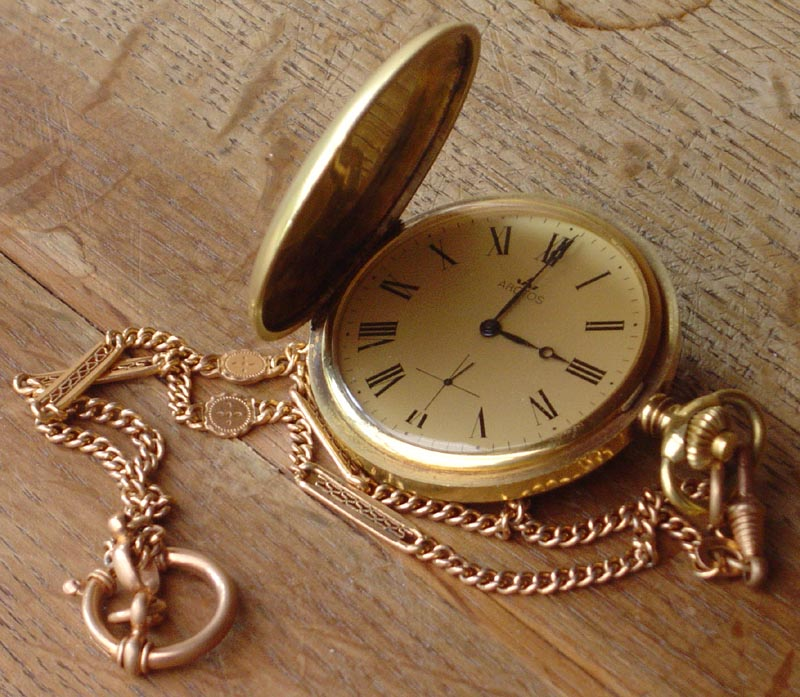
یک ساعت جیبی

ساعت جیبی همانگونه که از نام آن پیداست بمنظور قرار گرفتن در جیب افراد ساخته شده‌است که معمولاً توسط زنجیری به جهت جلوگیری از افتادن ساعت و استفاده مطمئن به لباس بسته می‌شوند.
این نوع ساعت تا پیش از اختراع ساعت مچی، محبوب‌ترین ساعت از قرن ۱۶ میلادی تا پس از جنگ جهانی اول بودند.